# 1739 en littérature
| Années de la littérature : 1736 - 1737 - 1738 - 1739 - 1740 - 1741 - 1742    |
| Décennies de la littérature : 1700 - 1710 - 1720 - 1730 - 1740 - 1750 - 1760 |

Cet article présente les faits marquants de l'année 1739 en littérature.

## Événements
- 9 février : publication à Édimbourg du premier numéro de The Scots Magazine, daté de janvier 1739[1].
- 30 mai 1739-15 avril 1740 : voyage en Italie du président du Parlement de Dijon Charles de Brosses, qui laisse ses impressions dans ses Lettres familières écrites d'Italie à quelques amis en 1739 et 1740.
- 10-15 juin : Voltaire adresse au prince héritier Frédéric de Prusse un conte philosophique intitulé le Voyage du baron de Gangan[2]. Il pourrait s'agir du premier état de Micromégas, publié en 1752[3].
- 15 novembre : publication du premier numéro du magazine The Champion, lancé par Henry Fielding sous le pseudonyme de Hercules Vinegar[4].

- L'écrivain français Saint-Simon entreprend la rédaction définitive de ses mémoires sur la vie de la cour de Versailles, qui couvrent la période entre 1691 et 1723 (fin en 1749)[5].
- Mikhaïl Lomonossov compose son poème Ода на взиатие Хотина ( « Ode sur la prise de Khotin »)[6].

## Parutions
- David Hume, A treatise of human nature, vol. 1, London, printed for John Noon, 1739 (présentation en ligne) (« Traité de la nature humaine »), trois volumes publiés anonymement en 1739-1740.

- Claudine Guérin de Tencin, Le Siège de Calais, La Haye, Chez Jean Neaulme, 1739 (présentation en ligne), nouvelle historique en deux volumes.
- Penelope Aubin, A Collection of Entertaining Histories and Novels, London, D. Midwinter, 1739 (présentation en ligne), en trois volumes 2 3.